# ビレロイ&ボッホ

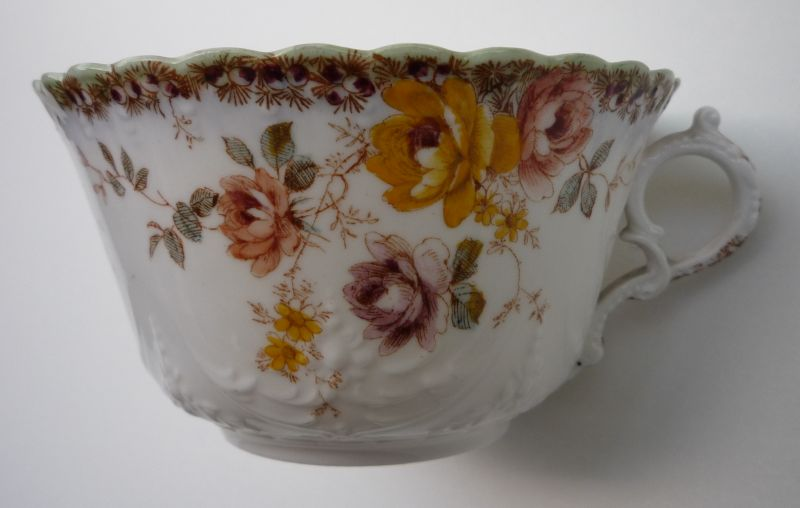
ビレロイ&ボッホ社のティーカップ

ビレロイ&ボッホ（Villeroy & Boch）は、ドイツの陶磁器メーカー。
フランソワ・ボッホにより、マイセンに遅れること39年後の1748年に、現在のフランス・ロレーヌ地方に創業した。その後、ルクセンブルクにも工場を設立し、ハプスブルク家の援助を受け、王室御用達の窯として発展する。
1836年、同業者でありライバルでもあるビレロイ家と合併して「ビレロイ&ボッホ」となり、ドイツに本社を構える。以後工業化を推進し、いち早く機械化と量産体制を堅め、マイセン、ロイヤルコペンハーゲンに並ぶ世界三大陶磁器メーカーの一つとなる。
代表作「スイッチ3」は、いち早く柄違いの食器を重ねて使う美しさを提案した。
現在は、ドイツのメトラッハに本社を構える。

## 代表作
- 「オールドルクセンブルク」
- 「ニューウェイブ」
- 「ニューウェイブ カフェ」
- 「フロウ」
- 「スイッチ3」
- 「フレンチ・ガーデン」
- 「アーバンネイチャー」
- 「アルテサーノ」